# Удешть
Удешть, Удешті (рум. Udești) — село у повіті Сучава в Румунії. Входить до складу комуни Удешть.
Село розташоване на відстані 349 км на північ від Бухареста, 14 км на південний схід від Сучави, 100 км на північний захід від Ясс.

## Населення
За даними перепису населення 2002 року у селі проживали 2333 особи, з них 2332 особи (> 99,9%) румунів. Рідною мовою 2332 особи (> 99,9%) назвали румунську.